# Team WE
Team WE, früher bekannt als World Elite, ist ein chinesischer E-Sport-Clan mit Hauptsitz in Shanghai. In dem Echtzeit-Strategiespiel Warcraft III zählt WE zu den erfolgreichsten Mannschaften der Welt. Das Team kann mehrere Spitzenplatzierungen in der WC3L und in der NGL ONE vorweisen. Zum Kader gehört unter anderem der zweifache World-Cyber-Games-Gewinner Li „Sky“ Xiaofeng.
Team WE wurde im Jahr 2005 gegründet. Anfangs bestand das Warcraft-III-Team aus chinesischen und koreanischen Spielern. 2007 verließ der koreanische Teil den Clan in Richtung SK Gaming. WE gelang es, sich als rein chinesisches Team in der Weltelite zu behaupten. Am 10. Mai 2008 wurde Pepsi neuer Hauptsponsor.

## Spieler

### League of Legends

#### Aktuelles Line-Up
(Stand Jan. 2025)
| Name                   | Position |
| ---------------------- | -------- |
| Dai „Cube“ Yi          | Top Lane |
| Guo „Tianzhen“ Qi-Fan  | Jungle   |
| Kim „Karis“ Hong-jo    | Mid Lane |
| Kim „Taeyoon“ Tae-yoon | AD-Carry |
| Zhao „Vampire“ Zhe-Can | Support  |

## Erfolge

### Warcraft III
- WC3L-Meister (Season XI)
- NGL-ONE-Meister (Season 2006/2007)
- Return of the King 2008: 1. Platz
- World e-Sports Games 2005 Season 1: 3. Platz – Li "Sky" Xiaofeng
- World Cyber Games 2005: 1. Platz – Li "Sky" Xiaofeng
- World e-Sports Games 2005 Season 3: 1. Platz – Chun "Sweet" Jung Hee
- World e-Sports Games Masters 2006: 3. Platz – Li "Sky" Xiaofeng
- Electronic Sports World Cup 2006: 3. Platz – Li "Sky" Xiaofeng
- World Cyber Games 2006: 1. Platz – Li "Sky" Xiaofeng
- International eSports Tournament 2006: 2. Platz – Li "Sky" Xiaofeng
- Electronic Sports World Cup 2007: 1. Platz – Lee "SoJu" Sung Duk
- Pro Gamer League 2007: 1. Platz – Li "Sky" Xiaofeng
- World Cyber Games 2007: 2. Platz – Li "Sky" Xiaofeng
- ESWC Masters of Paris 2008: 2. Platz – Li "Sky" Xiaofeng
- Electronic Sports World Cup 2008: 2. Platz – Li "Sky" Xiaofeng
- Electronic Sports World Cup 2008: 3. Platz – Zeng "TED" Zhuo

## League of Legends
- Intel Extreme Masters VI Global Challenge Guangzhou 2011: 1. Platz
- Season 2 World Championship 2012: 5. Platz
- Azubu The Champions Summer 2012: 5. Platz
- IPL IGN Pro League Season 5 2012: 1. Platz
- G-League 2012 Season 2: 1. Platz
- Intel Extreme Masters VIII Global Challenge Shanghai 2013: 1. Platz
- World Cyber Games 2013: 3. Platz